# Société St. Martin Fanfare de Stein
Société St. Martin Fanfare de Stein is een Nederlands fanfareorkest in Stein (Limburg) dat opgericht werd op 3 januari 1893.

## Geschiedenis
In 1893 werd een fanfareorkest opgericht met de naam St. Martinus, de patroonheilige van de parochie. Initiatiefnemers tot de oprichting van de fanfare waren wethouder Hendrik Pepels, gemeentesecretaris Antonius Martinus Brouns, Willem Berix uit de Maasband, Joannes Claassen (Veldschuur), Herman Wijnen (Op de Berg), Hub Coumans en Peter Janssen uit de Maasband. Uit hun midden werd een bestuur gevormd. Eerste dirigent werd J.H. Stessen uit het Belgische Vucht, nu deelgemeente van Maasmechelen. Gerepeteerd werd in een van de schoollokalen van de openbare lagere school. Onder leiding van dirigent Stessen kwam men zover, dat de fanfare in het openbaar kon optreden. Hij werd opgevolgd door een andere Belgische dirigent, Gustaaf de Pauw. Ook deze haakte na een bepaalde periode af. Tot 12 februari 1906 was Dominicus van Eijs dirigent van de fanfare. Tot zijn opvolger werd gekozen Lambert Wetzels alias Wessels uit Sittard.
Op 1 december 1908 werd de organist, koorleider, voorzanger en pianist Harie Janssen tot dirigent gekozen. Hij was organist en koorleider aan de parochiekerk, de Sint-Martinuskerk te Stein en de broer van Maria Ida Janssen, de echtgenote van de secretaris Leonard Meuwissen. Onder zijn leiding kwam er continuïteit in het fanfareorkest. Na het beëindigen van de Eerste Wereldoorlog in 1918 werd veel werk verricht om het muzikale peil van de fanfareleden op te voeren. Steeds meer jeugd meldde zich aan bij de "Société", een sterke verjonging was het gevolg.
In de ledenvergadering van 18 november 1922 werd besloten tet het bouwen van een eigen concert- en repetitiezaal. Op zondag 10 december 1922 werd de fanfarezaal officieel in gebruik genomen.
In 1929 werd hij opgevolgd door zijn zoon Mathieu Janssen. Voor de eerste keer in de geschiedenis ging de fanfare op concours. Op Pinksterzondag 8 juni 1930 toog een sterk verjongde fanfare naar Beek bij Nijmegen om daar deel te nemen aan een muziekwedstrijd, georganiseerd door "Kunst na Arbeid" en behaalde een eerste prijs. In 1931 nom men deel aan een muziekconcours te Nijmegen, georganiseerd door Zangvereniging 'Inter Nos'. Ditmaal werd in de eerste afdeling uitgekomen en een eerste prijs (324 punten) met lof van de jury behaald. Dirigent Mathieu Janssen kon de "Directeursprijs" in ontvangst nemen.
Onder de leiding van voorzitter Jac op den Camp werd in 1930/1931 de nieuwe zaal aan de Kelderstraat gebouwd. Tweede Kerstdag 1931 vond de officiële opening plaats.
Op Pinksterzondag 4 juni 1933 speelden de Steinse muzikanten tijdens het concours in Boxtel onder de leiding van dirigent Mathieu Janssen in de afdeling uitmuntendheid in totaal 380 punten bij elkaar. Het was het hoogste aantal van het concours en goed voor een eerste prijs met Lof der Jury. De heer D. Speets, hoofdleraar aan het Amsterdamse conservatorium, jurylid te Boxtel, schreef een brief met dankbaarheid en bewondering aan de fanfare "St. Martinus" uit Stein (Limburg).
Na het noodgedwongen vertrek in 1968 van dirigent Mathieu Janssen werd Jos Boon uit Kerkrade dirigent van de fanfare. Met begin van de jaren 1970 was ook een renovatie van de fanfarezaal noodzakelijk. Op 27 maart 1971 vond de officiële opening van de fanfarezaal plaats.
Concerten werden gegeven in Aken en het Eifelgebied met name Gerolstein. Het hoogtepunt was de driedaagse trip naar Rietheim-Weilheim in het Schwarzwald op 9, 10 en 11 juli 1971. Kort voor de deelname aan een bondsconcours nam de dirigent Jos Boon ontslag.
Zijn opvolger werd Gerardus Coumans. Hij bleef tot 1978 dirigent van de fanfare. Zijn opvolger werd Jan Knops uit Bocholtz. Men nam deel aan het bondsconcours in Ransdaal, nu deelgemeente van Voerendaal, in 1979. In 1980 veroverde men bij het bondsconcours van de Limburgse Bond van Muziekgezelschappen in Kerkrade een oranje wimpel en werd Limburgs kampioen in de sectie van fanfare. In 1981 legde Knops de dirigeerstok van St. Martin neer.
Hij werd opgevolgd door Leon Wolfs. Hij ging met de fanfare in 1985 op concours in Vlodrop. Ten gevolge van een ongeval brak hij in februari 1991 zijn arm. Hierdoor kon hij niet meer dirigeren. Zijn opvolger werd Henricus Johannes Theodorus Breuls.

## Dirigenten
- 1893-1893 J.H. Stessen
- ????-???? Gustaaf de Pauw
- ????-???? Johan Godfried Collombon
- ????-???? Jan Andreas Dieteren
- ????-???? J. Werkman
- ????-1906 Dominicus van Eijs
- 1906-1908 Lambert Wetzels
- 1908-1929 Harie Janssen
- 1929-1968 Mathieu Janssen
- 1968-1971 Jos Boon
- 1971-1978 Gerardus Coumans
- 1978-1981 Jan Knops
- 1981-1988 Leon Wolfs
- 1988-1997 Hans Breuls
- 1997-2003 Frans Hendrikx
- 2003-2011 Loek Paulissen
- 2011-2019 Patrick Letterle
- 2019-2022 Armand Wolfs
- 2022-heden Jos Kuipers

## Publicaties
- H. van Mulken & J.H. Strijkers: Blaasmuziek in Stein, Honderd jaar muziekgeschiedenis "Société St. Martin Fanfare de Stein", Stein (Limburg), 1993, ISBN 90-9006230-0